# Taftāzān
Taftāzān (persiska: تفتازان) är en ort i Iran.   Den ligger i provinsen Nordkhorasan, i den nordöstra delen av landet, 600 km öster om huvudstaden Teheran. Taftāzān ligger 1 601 meter över havet och antalet invånare är 334.
Terrängen runt Taftāzān är lite bergig. Runt Taftāzān är det ganska glesbefolkat, med 38 invånare per kvadratkilometer. Närmaste större samhälle är Naz̧ar Moḩammad, 8,9 km sydost om Taftāzān. Trakten runt Taftāzān består i huvudsak av gräsmarker.